# Irena Vrkljan

Irena Vrkljan (Beograd, 21. kolovoza 1930. – Zagreb, 23. ožujka 2021.) bila je hrvatska pjesnikinja, prozaistica, radiodramatičarka, esejistica, prevoditeljica, poznata i kao hrvatska Virginia Woolf. Na hrvatskoj književnoj sceni djelovala je više od pedeset godina. Bila je dopisna članica Hrvatske akademije znanosti i umjetnosti.

## Životopis

### Mladost i obrazovanje
Majka joj je bila Bečanka koja doselila u Beograd, a otac trgovački zastupnik čija je obitelj vukla podrijetlo iz Lovinca. U Beogradu je pohađala dvojezičnu njemačko-srpsku školu. Nakon bombardiranja 1941. godine s roditeljima i deset godina mlađim sestrama Verom i Nadom sele se u Zagreb gdje je spisateljica završila gimnaziju kod časnih sestara u Savskoj. Obitelj se zbog očeva posla potom seli u Opatiju, a Irena ostaje sama u Zagrebu na studiju. Studirala je na Filozofskom fakultetu u Zagrebu (arheologiju, etnologiju i germanistiku) i na Filmskoj akademiji u Berlinu.

### Književno stvaralaštvo
Od 1960. do 1971. godine radila je na televiziji kao urednica emisije Portreti i susreti. Okušala se u različitim književnim rodovima objavivši više od dvadeset knjiga: pjesničkih zbirki, romana, autobiografske proze i eseja. Pisala je i scenarije za televizijske i radijske drame. Knjige su joj prevedene na više stranih jezika. Kao profesionalna književnica živjela je u Berlinu i Zagrebu. Za dopisnu članicu Hrvatske akademije znanosti i umjetnosti izabrana je 2008. godine.
Svoj uspješan književni i umjetnički put započela je u okviru generacije krugovaša, kojima pripada i dobno i poetički. Pedesetih i šezdesetih godina prošloga stoljeća, od zbirke Krik je samo tišina (1954.) do zbirke Doba prijateljstva (1963.), piše poeziju blisku nadrealističkim postulatima da bi se od zbirke Soba, taj strašni vrt (1966.) okrenula analitici egzistencije, autorefleksiji i subjektivnoj gnoseologiji. Radio Zagreb emitirao je njene radiodrame Opasno poslijepodne, Pisma za jednu zemljopisnu kartu, Snijeg u sobi, Vaša Paulina Golisch, Marina ili vrijeme pjesnika, Davne vrpce života i druge. Sa suprugom Bennom Meyerom-Wehlackom napisala je radiodrame Slika i Jak kao stablo te na njemački jezik prevela antologiju hrvatske ratne lirike U ovom strašnom času.
Potom slijedi duga faza umjetničke inkubacije, obilježena unutarnjim i vanjskim egzilom – prelaskom u Berlin, u drugi jezik i kulturu. Na Filmskoj i televizijskoj akademiji u Berlinu upoznala je docenta dramaturgije i književnika Benna Meyera-Wehlacka za kojeg se udala. Poetički zaokret naznačuje zbirka U koži moje sestre (1982.), s rasutim identitetom, ressentimentom i inventurom vlastite intime kao novim i trajnim tematskim opsesijama. Te će opsesije puni umjetnički oblik i estetski kapital dobiti u autobiografskom romanu Svila, škare (1984.) u kojem se pričom o vlastitu životu i fragmentima tuđih biografija otkriva specifičan senzibilitet, topika i retorika ženskog pisma. Potraga za vlastitim identitetom, prepoznavanje sebe u tuđim biografijama, naporan proces samospoznavanja i samopotvrđivanja kroz umjetničku kreaciju, kroz pisanje shvaćeno kao terapeutsko sredstvo u oslobađanju od tereta prošlosti i u osobnoj katarzi, obilježit će romane Marina ili o biografiji (1987.), Berlinski rukopis (1988.) i Dora, ove jeseni (1991.). S romanom Svila, škare ta djela karakteristične fragmentarne strukture čine autobiografsku tetralogiju u kojoj se dijelovi međusobno dopunjuju, objašnjavaju i bogate stalno novim podacima. Televizijsku adaptaciju režirao je Eduard Galić a 1987. prikazala Televizija Zagreb.
Putovanje prostorima prošlosti i intime, prizori osobne i obiteljske drame koje pozorno i bez autocenzure bilježi olovkom pamćenja, obilježit će i esejističku prozu Naše ljubavi, naše bolesti (2004.). Umjetničku i intelektualnu znatiželju zadovoljila je povremenim izletima u žanr kriminalističkog romana, kao što su Posljednje putovanje u Beč (2000.) i Smrt dolazi sa suncem (2002.). No introspektivna djela o diseminaciji ženskog subjekta, o osjećaju neukorijenjenosti, o prošlosti koja opterećuje sadašnjost, o žudnji i slobodi pisanja, koje u njezinu slučaju postaje conditio sine qua non egzistencije, ostat će temeljno obilježje spisateljske poetike Irene Vrkljan. O tome svjedoče romani Zelene čarape (2005.) i Sestra, kao iza stakla (2006.).
Velikim i estetski respektabilnim opusom, od mladenačke nadrealističke poezije do autobiografske proze prepoznatljiva narativnog rukopisa, Irena Vrkljan ugradila je svoj trajan doprinos u hrvatsku književnost i kulturu.

## Nagrade i priznanja
- Nagrada Tin Ujević, za najbolju knjigu poezije U koži moje sestre (1983.)
- Nagrada Ksaver Šandor Gjalski, za knjigu Svila, škare (1985.)
- Nagrada Ivan Goran Kovačić, za roman Marina ili o biografiji
- Nagrada HAZU, za roman Posljednje putovanje u Beč[2]
- Nagrada Vladimir Nazor, za životno djelo (2009.)
- Nagrada Kiklop, za pjesničku zbirku Koračam kroz sobu (2014.)[2]

## Djela
- Krik je samo tišina (1954.)
- Paralele (1957.)
- Stvari već daleke (1962.)
- Doba prijateljstva (1966.)
- Soba, taj strašni vrt (1966.)
- U koži moje sestre (1982.)
- Svila, škare (1984.)
- Marina ili o biografiji (1987.)
- Berlinski rukopis (1988.)
- Dora, ove jeseni (1991.)
- Posljednje putovanje u Beč (2000.)[8]
- Smrt dolazi sa suncem (2002.)
- Naše ljubavi, naše bolesti (2004.)
- Zelene čarape (2005.)
- Sestra, kao iza stakla (2006.)
- Sabrana proza 1-2 (2006.)
- Dnevnik zaboravljene mladosti (2007.)
- Svila nestala, škare ostale (2008.)
- Pismo u pismu (2009., u suautorstvu s Jasnom Horvat)
- Žene i ovaj suludi svijet (2010.)
- Koračam kroz sobu (2014.)[9]

Neka njezina djela u svojoj je antologiji Żywe źródła iz 1996. s hrvatskog na poljski prevela poljska književnica i prevoditeljica Łucja Danielewska.
Na njemački je jezik zajedno s Bennom Meyerom-Wehlackom prevela antologiju hrvatske ratne lirike U ovom strašnom času.

## Ostalo
- Tko je taj Zvonimir Bajsić?, kao sudionica dokumentarca (2016.)

## Vanjske poveznice
Mrežna mjesta
- Irena Vrkljan, Sve je lakše od ljubavi, Vergl, 2009.
- Irena Vrkljan  Arhivirana inačica izvorne stranice od 18. svibnja 2021. (Wayback Machine), www.jovicaletic.com
- Mirna Brođanac, Dva modela hrvatskog ženskog pisma: Irena Vrkljan i Dubravka Ugrešić (2018.)